# Wereldkampioenschappen kunstschaatsen 1948
De Wereldkampioenschappen kunstschaatsen 1948 werden gevormd door drie toernooien die door de Internationale Schaatsunie werden georganiseerd.
Voor de mannen was het de 39e editie, voor de vrouwen de 29e editie en voor de paren de 27e editie. De kampioenschappen vonden plaats van 11 tot en met 15 februari in Davos, Zwitserland. Davos was voor de negende maal gaststad voor een WK evenement, voor Zwitserland was het de elfde keer dat het als gastland optrad, in 1914 en 1933 waren respectievelijk Sankt Moritz en Zürich gaststad. De mannen streden voor de vijfde keer om de wereldtitel in Davos, de vrouwen voor de vierde keer en de paren voor de tweede keer.

## Deelname
Er namen deelnemers uit tien landen deel aan deze kampioenschappen. Zij vulden een recordaantal van 49 startplaatsen in de drie kampioenschappen in.
Deelnemers uit Duitsland en Japan waren net als in 1947 uitgesloten van deelname aan deze kampioenschappen. Oostenrijk mocht weer deelnemers afvaardigen.
Voor België kwamen Micheline Lannoy / Pierre Baugniet bij het paarrijden in actie. Bij de mannen debuteerde Fernand Leemans, hij was de achtste Belg die aan een WK toernooi deelnam.
(Tussen haakjes het totaal aantal startplaatsen in de drie toernooien.)
| Verenigd Koninkrijk (10) Oostenrijk (7) Tsjecho-Slowakije (6) Verenigde Staten (4) Canada (5) | Hongarije (5) Zwitserland (5) België (2) Frankrijk (2) Denemarken (1) |

## Medailleverdeling
Bij de mannen werd Richard Button de dertiende wereldkampioen. Hij was de eerste Amerikaan die de wereldtitel behaalde. Het was de vierde WK medaille voor de Verenigde Staten bij de mannen, in 1930 en 1931 won Roger Turner en in 1947 Button zelf de zilveren medaille. De wereldkampioen van 1947, Hans Gerschwiler, stond dit jaar een trede lager op het erepodium. Het was de eerste zilveren medaille voor Zwitserland bij de mannen. De Hongaar Ede Király trad in de voetsporen van zijn landgenoten Andor Szende (1910, 1912, 1913), Denes Pataky (1935) en Elmér Terták (1937) die ook brons behaalden op het WK bij de mannen.
Bij de vrouwen prolongeerde Barbara Ann Scott de wereldtitel. Het was haar tweede medaille. Eva Pawlik won de zilveren medaille. Jiřina Nekolová veroverde de eerste medaille bij de vrouwen namens Tsjechoslowakije. Het was de tweede medaille in totaal, in 1927 won het paar Else Hoppe / Oscar Hoppe met ook de bronzen medaille de eerste voor Tsjechoslowakije.
Bij de paren prolongeerde Lannoy / Baugniet de wereldtitel. Andrea Kékesy / Ede Király wonnen de zilveren medaille, Suzanne Morrow / Wallace Diestelmeyer de bronzen medaille. Ede Király was de vierde man en achtste persoon die twee WK medailles in hetzelfde jaar won.
| Discipline | Goud                               | Zilver                     | Brons                                 |
| ---------- | ---------------------------------- | -------------------------- | ------------------------------------- |
| Mannen     | Richard Button                     | Hans Gerschwiler           | Ede Király                            |
| Vrouwen    | Barbara Ann Scott                  | Eva Pawlik                 | Jiřina Nekolová                       |
| Paren      | Micheline Lannoy / Pierre Baugniet | Andrea Kékesy / Ede Király | Suzanne Morrow / Wallace Diestelmeyer |

## Uitslagen
| #      | naam (deelname)      | land                                        | pc     |
| ------ | -------------------- | ------------------------------------------- | ------ |
| Goud   | Richard Button (2)   | Vlag van Verenigde Staten (1912-1959)       | 11     |
| Zilver | Hans Gerschwiler (2) | Vlag van Zwitserland                        | 19     |
| Brons  | Ede Király           | Vlag van Hongarije (1946-1949 en 1956-1957) | 28     |
| 4      | John Lettengarver    | Vlag van Verenigde Staten (1912-1959)       | 32     |
| 5      | James Grogan         | Vlag van Verenigde Staten (1912-1959)       | 52     |
| 6      | Graham Sharp (7)     | Vlag van Verenigd Koninkrijk                | 53     |
| 7      | Helmut Seibt         | Vlag van Oostenrijk                         | 76     |
| 8      | Helmut May           | Vlag van Oostenrijk                         | 79     |
| 9      | Wallace Diestelmeyer | Vlag van Canada 1921-1957                   | 85     |
| 10     | Vladislav Čáp (2)    | Vlag van Tsjecho-Slowakije                  | 84     |
| 11     | Fernand Leemans      | Vlag van België                             | 80     |
| 12     | Zdenek Fikar         | Vlag van Tsjecho-Slowakije                  | 105    |
| 13     | Per Cock-Clausen (4) | Vlag van Denemarken                         | 115    |
| -      | Edi Rada (3)         | Vlag van Oostenrijk                         | t.z.t. |

| #      | naam (deelname)           | land                                        | pc  |
| ------ | ------------------------- | ------------------------------------------- | --- |
| Goud   | Barbara Ann Scott (2)     | Vlag van Canada 1921-1957                   | 11  |
| Zilver | Eva Pawlik                | Vlag van Oostenrijk                         | 25  |
| Brons  | Jiřina Nekolová (2)       | Vlag van Tsjecho-Slowakije                  | 32  |
| 4      | Jeannette Altwegg (2)     | Vlag van Verenigd Koninkrijk                | 36  |
| 5      | Alena Vrzáňová (2)        | Vlag van Tsjecho-Slowakije                  | 39  |
| 6      | Yvonne Sherman            | Vlag van Verenigde Staten (1912-1959)       | 71  |
| 7      | Martha Bachem-Musilek (2) | Vlag van Oostenrijk                         | 81  |
| 8      | Bridget Shirley Adams (2) | Vlag van Verenigd Koninkrijk                | 83  |
| 9      | Andrea Kékesy             | Vlag van Hongarije (1946-1949 en 1956-1957) | 93  |
| 10     | Dagmar Lerchova           | Vlag van Tsjecho-Slowakije                  | 109 |
| 11     | Maria Saáry               | Vlag van Hongarije (1946-1949 en 1956-1957) | 102 |
| 12     | Marilyn Ruth Take         | Vlag van Canada 1921-1957                   | 97  |
| 13     | Suzanne Morrow            | Vlag van Canada 1921-1957                   | 107 |
| 14     | Maja Hug                  | Vlag van Zwitserland                        | 124 |
| 15     | Marion Davies             | Vlag van Verenigd Koninkrijk                | 113 |
| 16     | Barbara Wyatt             | Vlag van Verenigd Koninkrijk                | 135 |
| 17     | Beryl Bailey              | Vlag van Verenigd Koninkrijk                | 141 |
| 18     | Jacqueline du Bief        | Vlag van Frankrijk                          | 149 |
| 19     | Jill Hood-Linzee (2)      | Vlag van Verenigd Koninkrijk                | 163 |
| 20     | Lotti Höner               | Vlag van Zwitserland                        | 179 |

| Er deden een recordaantal van vijftien paren uit negen landen mee, waaronder elf debuterende. \| # \| naam (deelname) \| land \| pc \| \| ------ \| ------------------------------------------------- \| ------------------------------------------- \| ------ \| \| Goud \| Micheline Lannoy (2) Pierre Baugniet (2) \| Vlag van België \| 13.5 \| \| Zilver \| Andrea Kékesy Ede Király \| Vlag van Hongarije (1946-1949 en 1956-1957) \| 24.5 \| \| Brons \| Suzanne Morrow Wallace Diestelmeyer \| Vlag van Canada 1921-1957 \| 26 \| \| 4 \| Karol Kennedy (2) Peter Kennedy (2) \| Vlag van Verenigde Staten (1912-1959) \| 38.5 \| \| 5 \| Yvonne Sherman Robert Swenning \| Vlag van Verenigde Staten (1912-1959) \| 45 \| \| 6 \| Winifred Silverthorne (2) Dennis Silverthorne (2) \| Vlag van Verenigd Koninkrijk \| 51.5 \| \| 7 \| Marianne Nagy László Nagy \| Vlag van Hongarije (1946-1949 en 1956-1957) \| 72 \| \| 8 \| Jennifer Nicks John Nicks \| Vlag van Verenigd Koninkrijk \| 80.5 \| \| 9 \| Blažena Knittlová Karel Vosátka \| Vlag van Tsjecho-Slowakije \| 86.5 \| \| 10 \| Luny Kuster Hans Kuster \| Vlag van Zwitserland \| 91 \| \| 11 \| Hertha Ratzenhofer Emil Ratzenhofer \| Vlag van Oostenrijk \| 92 \| \| 12 \| Joan Ogilvie Robert Ogilvie \| Vlag van Verenigd Koninkrijk \| 95 \| \| 13 \| Susi Giebisch Helmut Seibt \| Vlag van Oostenrijk \| 104 \| \| 14 \| Elianne Steinemann André Calame \| Vlag van Zwitserland \| 125 \| \| - \| Denise Favart (2) Jacques Favart (2) \| Vlag van Frankrijk \| t.z.t. \| t.z.t. = trok zich terug |                                                   |                                             |        |
| # | naam (deelname)                                   | land                                        | pc     |
| Goud | Micheline Lannoy (2) Pierre Baugniet (2)          | Vlag van België                             | 13.5   |
| Zilver | Andrea Kékesy Ede Király                          | Vlag van Hongarije (1946-1949 en 1956-1957) | 24.5   |
| Brons | Suzanne Morrow Wallace Diestelmeyer               | Vlag van Canada 1921-1957                   | 26     |
| 4 | Karol Kennedy (2) Peter Kennedy (2)               | Vlag van Verenigde Staten (1912-1959)       | 38.5   |
| 5 | Yvonne Sherman Robert Swenning                    | Vlag van Verenigde Staten (1912-1959)       | 45     |
| 6 | Winifred Silverthorne (2) Dennis Silverthorne (2) | Vlag van Verenigd Koninkrijk                | 51.5   |
| 7 | Marianne Nagy László Nagy                         | Vlag van Hongarije (1946-1949 en 1956-1957) | 72     |
| 8 | Jennifer Nicks John Nicks                         | Vlag van Verenigd Koninkrijk                | 80.5   |
| 9 | Blažena Knittlová Karel Vosátka                   | Vlag van Tsjecho-Slowakije                  | 86.5   |
| 10 | Luny Kuster Hans Kuster                           | Vlag van Zwitserland                        | 91     |
| 11 | Hertha Ratzenhofer Emil Ratzenhofer               | Vlag van Oostenrijk                         | 92     |
| 12 | Joan Ogilvie Robert Ogilvie                       | Vlag van Verenigd Koninkrijk                | 95     |
| 13 | Susi Giebisch Helmut Seibt                        | Vlag van Oostenrijk                         | 104    |
| 14 | Elianne Steinemann André Calame                   | Vlag van Zwitserland                        | 125    |
| - | Denise Favart (2) Jacques Favart (2)              | Vlag van Frankrijk                          | t.z.t. |

Medaillewinnaars

Mannen · 
Vrouwen ·
Paren · 
IJsdansen

 Toernooi

1896 · 
1897 · 
1898 · 
1899 · 
1900 · 
1901 · 
1902 · 
1903 · 
1904 · 
1905 · 
1906 · 
1907 · 
1908 · 
1909 · 
1910 · 
1911 · 
1912 · 
1913 · 
1914 · 
1915-1921 · 
1922 · 
1923 · 
1924 · 
1925 · 
1926 · 
1927 · 
1928 · 
1929 · 
1930 · 
1931 · 
1932 · 
1933 · 
1934 · 
1935 · 
1936 · 
1937 · 
1938 · 
1939 ·
1940-1946 · 
1947 · 
1948 · 
1949 · 
1950 · 
1951 · 
1952 · 
1953 · 
1954 · 
1955 · 
1956 · 
1957 · 
1958 · 
1959 · 
1960 · 
1961 · 
1962 · 
1963 · 
1964 · 
1965 · 
1966 · 
1967 · 
1968 · 
1969 · 
1970 · 
1971 · 
1972 · 
1973 · 
1974 · 
1975 · 
1976 · 
1977 · 
1978 · 
1979 · 
1980 · 
1981 · 
1982 · 
1983 · 
1984 · 
1985 · 
1986 · 
1987 · 
1988 · 
1989 · 
1990 · 
1991 · 
1992 · 
1993 · 
1994 · 
1995 ·
1996 · 
1997 · 
1998 · 
1999 · 
2000 · 
2001 · 
2002 · 
2003 · 
2004 · 
2005 · 
2006 ·
2007 ·
2008 ·
2009 ·
2010 ·
2011 ·
2012 ·
2013 ·
2014 ·
2015 ·
2016 ·
2017 ·
2018 ·
2019 · 
2020 · 
2021 ·
2022 ·
2023 ·
2024

 ISU-kampioenschappen

WK kunstschaatsen junioren ·
EK kunstschaatsen ·
Viercontinentenkampioenschap ·
Olympische Spelen